# 中川秀休
中川 秀休（なかがわ ひでやす、? - 寛永4年7月22日（1627年9月1日））は、安土桃山時代から江戸時代にかけての武将。父は佐治信方、母は織田信長の妹お犬の方。通称は久右衛門。兄に佐治一成、異父弟に細川元勝がいる。
初め織田熊之丞と名乗り、天正11年（1583年）8月17日、羽柴秀吉から山城木津において500石を扶助されている（『古典籍展観大入札会目録』1092号、2005年）。後に豊臣秀次に仕えた。天正14年（1586年）、従兄弟である織田信秀と共に大坂で洗礼を受け、キリスト教に入信。文禄4年（1596年）に秀次が切腹すると、豊臣秀保、前田利家に仕えた。
寛永4年（1627年）7月22日、京都で死去。墓所は龍安寺霊光院。戒名は功岩全忠禅門。